# Akyurt (Ankara)
Akyurt, korábbi nevén Ravlı Ankara tartomány egyik körzete Törökországban, Ankara egyik kerülete. A város népessége 2008-ban 24 312, a körzeté 24 986 fő volt. Területe 372 km², a városközponttól 32 km-re található, tengerszint feletti magassága 960 m. A területen fűzfa, tölgyfa és nyárfa honos, sok a gyümölcsös. Az Esenboğa nemzetközi repülőtér közelsége miatt a korábban erdőségeiről híres terület ma erősen iparosodott, több nagy cég (Ülker, MAN) telephelye is itt található.

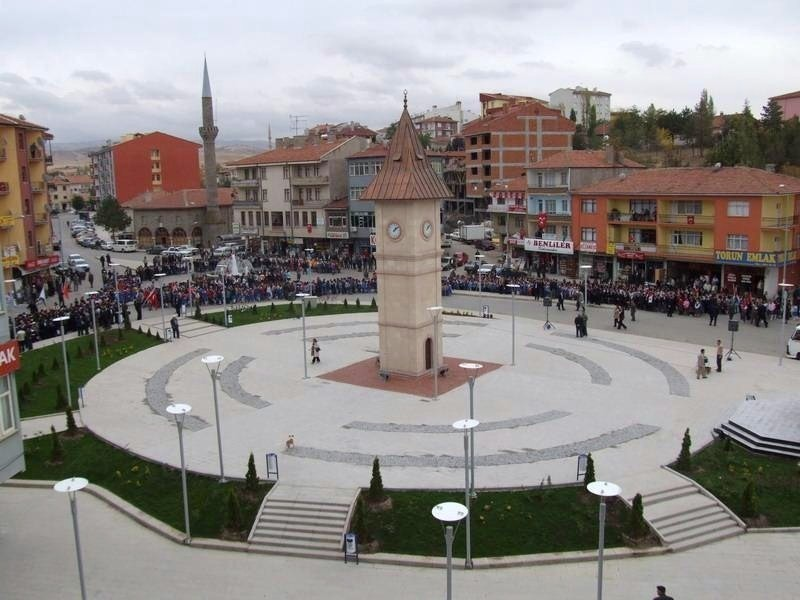
Akyurt központja